# Polyscias kikuyuensis
Polyscias kikuyuensis är en araliaväxtart som beskrevs av Victor Samuel Summerhayes. Polyscias kikuyuensis ingår i släktet Polyscias och familjen Araliaceae. Inga underarter finns listade.